# Председатель Совета Безопасности ООН
Председатель Совета Безопасности ООН — глава Совета Безопасности ООН, должность, которую на месяц занимает глава делегации одного из государств-членов Совбеза. Должность создана статьей 30 Устава ООН. Согласно «Временным правилам процедуры Совета Безопасности» устанавливается ежемесячная ротация должности между членами Совбеза в алфавитном порядке по английскому названию страны. Не реже чем раз в две недели председатель по необходимости или по требованию члена Совета созывает заседания Совета Безопасности (кроме двух периодических заседаний в год). 
Председатель открывает и ведет совещания Совбеза и подписывает официальные отчеты Совета.

## Список стран председателей на 2017 год
- Январь —  Швеция (англ. Sweden)
- Февраль —  Украина (англ. Ukraine)
- Март —  Великобритания (англ. United Kingdom)
- Апрель —  США (англ. United States)
- Май —  Уругвай (англ. Uruguay)
- Июнь —  Боливия (англ. Bolivia)
- Июль —  Китай (англ. China)
- Август —  Египет (англ. Egypt)
- Сентябрь —  Эфиопия (англ. Ethiopia)
- Октябрь —  Франция (англ. France)
- Ноябрь —  Италия (англ. Italy)
- Декабрь —  Япония (англ. Japan)

## Список стран председателей на 2018 год
- Январь —  Казахстан (англ. Kazakhstan)
- Февраль —  Кувейт (англ. Kuwait)
- Март —  Нидерланды (англ. Netherlands)
- Апрель —  Перу (англ. Peru)
- Май —  Польша (англ. Poland)
- Июнь —  Россия (англ. Russia)
- Июль —  Швеция (англ. Sweden)
- Август —  Великобритания (англ. United Kingdom)
- Сентябрь —  США (англ. United States)
- Октябрь —  Франция (англ. France)
- Ноябрь —  Китай (англ. China)
- Декабрь —  Кот-д’Ивуар (англ. Ivory Coast)

## Список стран председателей на 2019 год
- Январь —  Доминиканская Республика (англ. Dominican Republic)
- Февраль —  Экваториальная Гвинея (англ. Equatorial Guinea)
- Март —  Франция (англ. France)
- Апрель —  Германия (англ. Germany)
- Май —  Индонезия (англ. Indonesia)
- Июнь —  Кувейт (англ. Kuwait)
- Июль —  Перу (англ. Peru)
- Август —  Польша (англ. Poland)
- Сентябрь —  Россия (англ. Russia)
- Октябрь —  ЮАР (англ. South Africa)
- Ноябрь —  Великобритания (англ. United Kingdom)
- Декабрь —  США (англ. United States)

## Список стран председателей на 2020 год
- Январь —  Вьетнам (англ. Vietnam)
- Февраль —  Бельгия (англ. Belgium)
- Март —  Китай (англ. China)
- Апрель —  Доминиканская Республика (англ. Dominican Republic)
- Май —  Эстония (англ. Estonia)
- Июнь —  Франция (англ. France)
- Июль —  Германия (англ. Germany)
- Август —  Индонезия (англ. Indonesia)
- Сентябрь —  Нигер (англ. Niger)
- Октябрь —  Россия (англ. Russia)
- Ноябрь —  Сент-Винсент и Гренадины (англ. Saint Vincent and the Grenadines)
- Декабрь —   ЮАР (англ. South Africa)

## Список стран председателей на 2021 год
- Январь —  Тунис (англ. Tunisia)
- Февраль —  Великобритания (англ. United Kingdom)
- Март —  США (англ. United States)
- Апрель —  Вьетнам (англ. Vietnam)
- Май —  Китай (англ. China)
- Июнь —  Эстония (англ. Estonia)
- Июль —  Франция (англ. France)
- Август —  Индия (англ. India)
- Сентябрь —  Ирландия (англ. Ireland)
- Октябрь —  Кения (англ. Kenya)
- Ноябрь —  Мексика (англ. Mexico)
- Декабрь —  Нигер (англ. Niger)

## Список стран председателей на 2022 год
- Январь —  Норвегия (англ. Norway)
- Февраль —   Россия (англ. Russia)
- Март —  Объединённые Арабские Эмираты (англ. United Arab Emirates)
- Апрель —  Великобритания (англ. United Kingdom)
- Май —  США (англ. United States)
- Июнь —  Албания (англ. Albania)
- Июль —  Бразилия (англ. Brazil)
- Август —  Китай (англ. China)
- Сентябрь —  Франция (англ. France)
- Октябрь —  Габон (англ. Gabon)
- Ноябрь —  Гана (англ. Ghana)
- Декабрь —  Индия (англ. India)

## Список стран председателей на 2023 год
- Январь —  Япония (англ. Japan)
- Февраль —  Мальта (англ. Malta)
- Март —  Мозамбик (англ. Mozambique)
- Апрель —   Россия (англ. Russia)
- Май —  Швейцария (англ. Switzerland)
- Июнь —  Объединённые Арабские Эмираты (англ. United Arab Emirates)
- Июль —  Великобритания (англ. United Kingdom)
- Август —  США (англ. United States)
- Сентябрь —  Албания (англ. Albania)
- Октябрь —  Бразилия (англ. Brazil)
- Ноябрь —  Китай (англ. China)
- Декабрь —  Эквадор (англ. Ecuador)

## Список стран председателей на 2024 год
- Январь —  Франция (англ. France)
- Февраль —  Гайана (англ. Guyana)
- Март —  Япония (англ. Japan)
- Апрель —  Мальта (англ. Malta)
- Май —  Мозамбик (англ. Mozambique)
- Июнь —   Южная Корея (англ. South Korea)
- Июль —  Россия (англ. Russia)
- Август —  Сьерра-Леоне (англ. Sierra Leone)
- Сентябрь —  Словения (англ. Slovenia)
- Октябрь —  Швейцария (англ. Switzerland)
- Ноябрь —  Великобритания (англ. United Kingdom)
- Декабрь —  США (англ. United States)

## Список стран председателей на 2025 год
- Январь —  Алжир (англ. Algeria)
- Февраль —  Китай (англ. China)
- Март —  Дания (англ. Denmark)
- Апрель —  Франция (англ. France)
- Май —  Греция (англ. Greece)
- Июнь —  Гайана (англ. Guyana)
- Июль —  Пакистан (англ. Pakistan)
- Август — Панама (англ. Panama)